# Liste des évêques et archevêques d'Abuja
La liste des évêques et archevêques d'Abuja recense les noms des évêques catholiques qui se sont succédé sur le siège épiscopal d'Abuja, au Nigeria depuis la création de la mission sui juris d'Abuja le 6 novembre 1981 par détachement du diocèse de Minna. La mission est érigée en diocèse le 19 juin 1989 puis en archidiocèse d'Abuja 
(Archidioecesis Abugensis) le 26 mars 1994. 

## Est supérieur de la mission
- 6 novembre 1981-19 juin 1989 : cardinal Dominic Ekandem (Dominic Ignatius Ekandem), également évêque d'Ikot Ekpene.

## Puis sont évêques
- 19 juin 1989-28 septembre 1992 : cardinal Dominic Ekandem (Dominic Ignatius Ekandem), promu évêque.
- 28 septembre 1992-26 mars 1994 : John Onaiyekan (John Olorunfemi Onaiyekan)

## Enfin sont archevêques
- 26 mars 1994 - 9 novembre 2019 : John Onaiyekan (John Olorunfemi Onaiyekan), promu archevêque.
  - 11 mars 2019 - 9 novembre 2019 : Ignatius Kaigama (Ignatius Ayau Kaigama), archevêque coadjuteur, précédemment archevêque de Jos
- depuis le 9 novembre 2019 : Ignatius Kaigama (Ignatius Ayau Kaigama)

## Sources
- (en) Fiche de l'archidiocèse sur le site catholic-hierarchy.org